# André Lagache

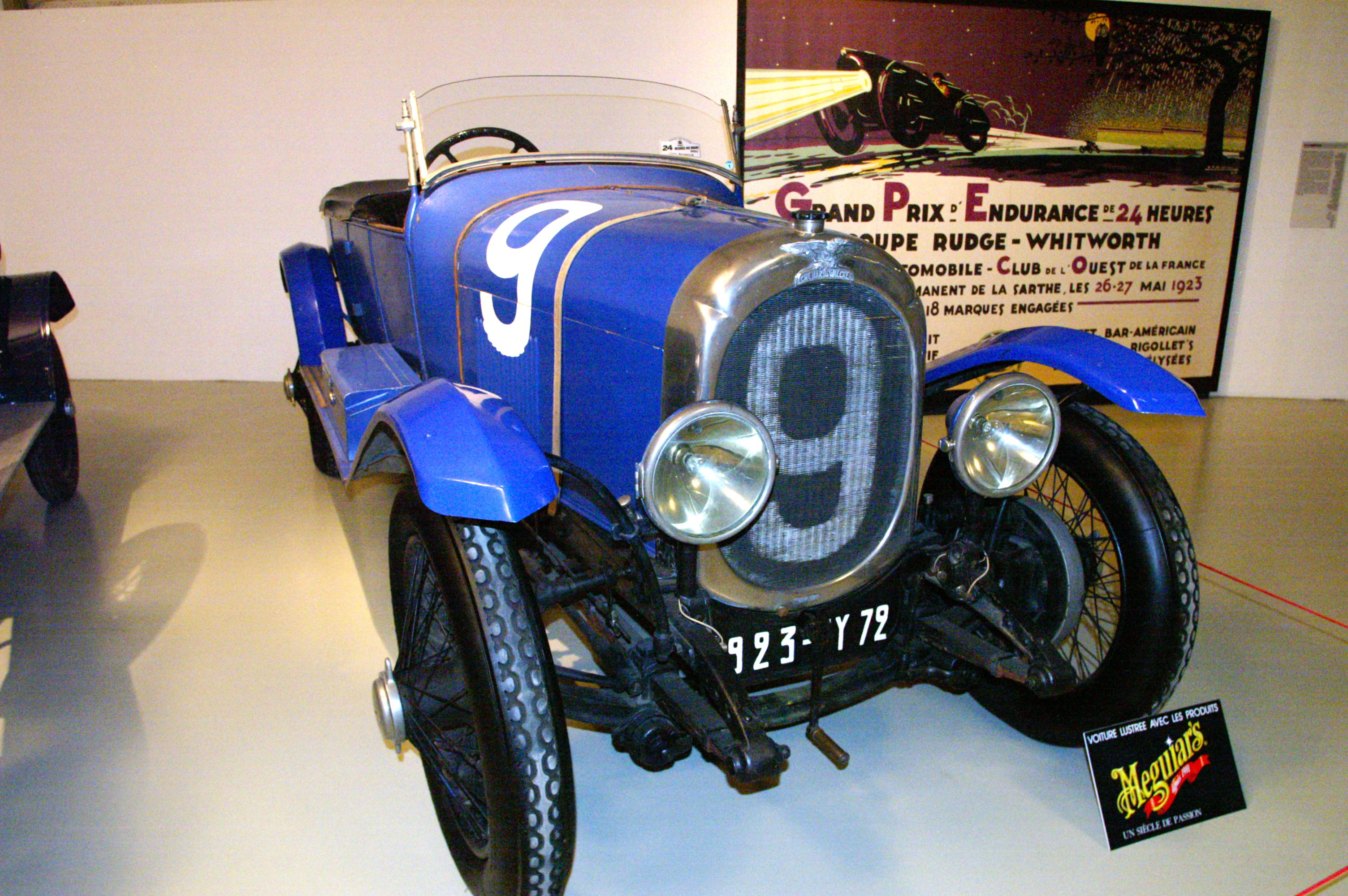
André és René versenyautója, mellyel megnyerték az 1923-as Le Mans-i 24 órás versenyt

André Lagache (Pantin, 1885. január 21. – Satory, Versailles egyik kerülete, 1938. október 2.) francia autóversenyző, az első Le Mans-i 24 órás autóverseny győztese.

## Pályafutása
1923-ban honfitársával, René Léonard-al részt vett az első Le Mans-i 24 órás autóversenyen. Lagache a Chenard & Walcker autógyár mérnöke volt, így került a versenyre a gyártó képviseletében. Az egynapos versenyen Lagache és Léonard összesen százhuszonnyolc kört tett meg, néggyel többet, mint márkatársaik, a második helyen záró Raoul Bachmann és Christian d’Auvergne alkotta páros.
René-vel még további kétszer állt rajthoz Le Mans-ban. Azonban sem az 1924-es, valamint az 1925-ös versenyen nem értek célba. 1925-ben együtt megnyerték a Spái 24 órás autóversenyt.

## Eredményei

### Le Mans-i 24 órás autóverseny
| Év   | Csapat            | Autó                    | Csapattárs   | Helyezés | Kiesés oka |
| ---- | ----------------- | ----------------------- | ------------ | -------- | ---------- |
| 1923 | Chenard & Walcker | Chenard & Walcker Sport | René Léonard | Győzelem |            |
| 1924 | Chenard & Walcker | Chenard & Walcker       | René Léonard | Kiesett  | Defekt     |
| 1925 | Chenard & Walcker | Chenard & Walcker       | René Léonard | Kiesett  | Defekt     |

## Fordítás
- Ez a szócikk részben vagy egészben  az   André Lagache című angol Wikipédia-szócikk fordításán alapul.  Az eredeti cikk szerkesztőit annak laptörténete sorolja fel. Ez a jelzés csupán a megfogalmazás eredetét és a szerzői jogokat jelzi, nem szolgál a cikkben szereplő információk forrásmegjelöléseként.